# Anna Wienhard
Anna Katharina Wienhard (1977) é uma matemática alemã, que trabalha com geometria diferencial.
Wienhard obteve um doutorado em 2004 na Universidade de Bonn, orientada por Hans Werner Ballmann (e Marc Burger), com a tese Bounded cohomology and geometry. De 2005 a 2007 foi Dickson Instructor na Universidade de Chicago e de 2007 a 2010 Director of Graduate Studies na Universidade de Princeton. É desde 2012 professora na Universidade de Heidelberg.
Em 2016 foi palestrante convidada no Congresso Europeu de Matemática em Berlim (com O. Guichard: Positivity and higher Teichmüller theory). Foi palestrante convidada do Congresso Internacional de Matemáticos no Rio de Janeiro (2018: An invitation to higher Teichmüller theory). É fellow da American Mathematical Society. 
É membro da Academia Leopoldina e desde 2017 da Academia de Ciências de Heidelberg.

## Publicações selecionadas
- com M. Burger, A. Iozzi: Surface group representations with maximal Toledo invariant, Annals of Mathematics, Volume 172, 2010, 2010, p. 517–566.
- com O. Guichard: Anosov representations: Domains of discontinuity and applications, Inventiones Mathematicae, Volume 190, 2012, p. 357–438.
- com M. Burger, A. Iozzi: Higher Teichmüller spaces: From SL(2,R) to other Lie groups, in: Athanase Papadopoulos (Ed.), Handbook of Teichmüller Theory IV, European Mathematical Society 2014.
- com O. Guichard: Topological Invariants of Anosov Representations, Journal of Topology, Volume 3, 2010, p. 578–642.
- Bounded cohomology and representations of surface groups, Mathematische Arbeitstagung, Bonn 2007
- com M. Burger, A. Iozzi, N. Monod: Bounds for cohomology classes, in: Guido's book of conjectures, 38-39, L'Enseignement Mathematique, Volume 54, 2008, p. 3–189.
- Flexibilität und Starrheit -- Gruppenhomomorphismen und geometrische Strukturen, Mitteilungen der Deutschen Mathematiker Vereinigung, Volume 13, 2005, p. 80--83.